# Sorbán Angella
Sorbán Angella (Lövéte, 1965. február 27. –) erdélyi magyar szociológus, szociológiai szakíró.

## Életútja
Székelyudvarhelyen, az 1. sz Ipari Líceumban érettségizett (1983), majd a BBTE-n végzett, filozófia szakon (1988). Előbb a csángók lakta Bákó megyei Gyoszén községben, 1990–95 között Mezőteremben, 1995–96-ban Szatmárnémetiben, a Kölcsey Ferenc Elméleti Líceumban tanított. 1994–99 között a budapesti Balázs Ferenc Intézet tudományos főmunkatársa, majd a kolozsvári Trend Társadalomkutató Műhely kutatója. 2008-tól a Sapientia Erdélyi Magyar Tudományegyetem Kutatásszervezési Osztályának vezetője.
2011-ben A kétnyelvűség szociológiai aspektusai az oktatásban és a munkaerőpiacon című dolgozatával doktori címet szerzett Péntek János irányításával.

## Munkássága
Kutatásai az interdiszciplináris humán- és társadalomtudományok körébe sorolhatók (asszimiláció, oktatás, munkaerőpiac, gazdasági kultúra, kétnyelvűség, a nyelvhasználat, kisebbségi társadalomkép, migráció, kulturális csere, vendégmunkás erdélyi nők történetei stb.)
2016-ig közel 40 tanulmánya jelent meg, többet román nyelvre is lefordítottak.
Tagja a Magyar Tudományos Akadémia Külső Köztestületének (Nyelv és Irodalomtudományok Osztálya). a Kolozsvári Akadémiai Bizottság Szociológiai és Demográfiai Szakbizottságának, 
valamint a TERMINI Magyar Nyelvi Kutatóhálózatnak.

### Tanulmányai (válogatás)
- Posztmodern cselédsors? Háztartási és gondozói munkát végző erdélyi nők külföldön. In: Egyed Emese, Pakó László, CERTAMEN III. Erdélyi Múzeum Egyesület Kiadója 2016, pp. 45–59. Online hozzáférés
- Oh, a Nyugat, a Nyugat! MI és ŐK migrációs kontextusban. In: Pieldner Judit, Pap Levente, Tapodi Zsuzsa, Forisek Péter, Papp Klára (szerk.): Kulturális identitás és alteritás az időben. Speculum historiae Debreceniense: a Debreceni Egyetem Történelmi Intézete kiadványai 16, 2013, pp. 459–468.
- A diglossziáról – szociológiai közelítésmódban. In: Horváth István – Tódor Erika Mária (szerk): Nyelvhasználat, tannyelv és többnyelvű lét.  Kriterion Könyvkiadó, Nemzeti Kisebbségkutató Intézet, 2011, pp. 137–146.
- Mutatkozások és rejtőzések. A nyelvi attitűdről. In: Bálint Emese – Péntek János (szerk.): Oktatás: nyelvek határán. Közelkép és helyzetkép a romániai magyar oktatásról. AEK, T3 Kiadó 2009, pp. 144–168.
- A kétnyelvűségről munkaerő-piaci kontextusban. In: Horváth István–Tódor Erika (szerk.): Nemzetállamok, globalizáció és kétnyelvűség. Nyelvpedagógiai és szociolingvisztikai tanulmányok. Kriterion Könyvkiadó, Nemzeti Kisebbségkutató Intézet 2009, pp. 133–144.

Román nyelvű fordítás: Despre bilingvism în contextul pieţei forţei de muncă. In: Horváth István –Tódor Erika (ed): Limbă, identitate, multilingvism şi politici educaţionale. Editura Kriterion, 2010, pp. 81–92.
- A felnőttoktatás lehetséges irányai az erdélyi magyar diplomások körében. Magyar Kisebbség 2006/1-2, 250–289 (társszerző: Nagy Kata)  Online hozzáférés
- Kisebbségbe zárva. Közéletről, RMDSZ-ről, politikáról, Magyar Kisebbség 2003/4, 193–217. (társszerző: Nagy Kata) Online hozzáférés
- Merre haladt a romániai magyar társadalom az elmúlt tizenkét évben?  Magyar Kisebbség 2003/1, 205–237. (társszerző: Nagy Kata) Online hozzáférés
- Beszélgetések a státustörvényről Erdélyben, Magyar Kisebbség 2002/3, 203–230. (társszerző: Nagy Kata) Online hozzáférés
- „Tanuljon románul a gyermek, hogy jobban érvényesülhessen. Az asszimiláció természetrajzához, Magyar Kisebbség 2000/3. 167–180. Online hozzáférés

Román nyelven: „Copilul să studieze în limba română, ca să se poată afirma mai bine.” Radiografia asimilării. In: Györgyjakab Izabella (coord.) Alternative minoritare. Prezentarea problemelor minoritare în revista Magyar Kisebbség. Editura T3, Sfântu–Gheorghe, 2002, 187–199.
- Emigrációs potenciál a határon túl élő magyar közösségek körében. Elvándorlók, az elvándorlás gondolatával foglalkozók és szülőföldjükön maradók, Magyar Kisebbség 1999/2-3, 231–248. Online hozzáférés
- A vállalkozás, mint cselekvés- és létforma, Magyar Kisebbség 1999/4, 249–270. Online hozzáférés
- A szlovákiai és az erdélyi magyarok médiaorientációi és fogyasztói szokásai, Fórum Társadalomtudományi Szemle, 1999/1, 19–37 és Magyar Kisebbség 1999/1, 231–248. (társszerző: Lampl Zsuzsa) Online hozzáférés
- Szociológiai felmérés a határon túl élő magyar közösségek körében az asszimiláció folyamatairól – Erdély, Magyar Kisebbség 1997/3-4, 293–323. (társszerző: Dobos Ferenc) Online hozzáférés
- Elvándorlás és vendégmunka a határ menti településeken. In: Örkény Antal (szerk.) Menni vagy maradni. Kedvezménytörvény és migrációs várakozások, MTA Kisebbségkutató Intézet, Budapest, 2003, pp. 111–127. (társszerző: Nagy Kata) Online hozzáférés
- Munkaerő-piaci helyzetkép Kolozs megyéről. In: Fábri István (szerk.): Kisebbségi lét és érvényesülés. A magyar lakosság munkaerő-piaci kihívásai a Kárpát-medencében, Lucidus Kiadó, Budapest, 2003, pp. 135–178. (társszerző: Nagy Kata)
- Hazajöttem Magyarországról... In: Bodó Barna (szerk.) Romániai Magyar Évkönyv 2001, Polis Kiadó Kolozsvár, pp. 59–78. (társszerző: Nagy Kata)
- Adalékok az erdélyi magyarság közéleti és politikai értékrendjéhez. In: Bakk Miklós–Toró T. Tibor– Székely István (szerk.) Útközben. Pillanatképek az erdélyi magyar politika reformjáról, Pro-print Kiadó, Csíkszereda, 1999, pp. 320–341. Online hozzáférés

Román nyelven: Elemente ale sistemului de valori al comunităţii maghiare din Transilvania. In: GYÖRGYJAKAB IZABELLA (coord.) Alternative minoritare. Prezentarea problemelor minoritare în revista Magyar Kisebbség. Editura T3, Sfântu–Gheorghe, 2002, pp. 293–313.

## Kötetei, kiadványai
- Örökölt dilemmák. Beszélgetések a romániai magyar társadalomról (Kolozsvár, 2004, társszerző: Nagy Kata)
- Kisebbség – társadalomszerkezet – kétnyelvűség, Nemzeti Kisebbségkutató Intézet, Műhelytanulmányok 42. 24 p. Sorozatszerkesztő: Iulia Hossu, Horváth István, ISPMN Kolozsvár, 2012 ISSN 1444-5489 Online hozzáférés
- Kisebbség és kétnyelvűség. A kétnyelvűség szociológiai aspektusai az oktatásban és a munkaerőpiacon. Szabó T. Attila Nyelvi Intézet kiadványa, T3 Sepsiszentgyörgy, 2014, 189 o.
- Ó, a Nyugat, a Nyugat!  Migráció és gazdasági kultúra. Az erdélyi perspektíva, Erdélyi Múzeum-Egyesület, 2015. 159 o.

### Szerkeszések
- Szociológiai tanulmányok erdélyi fiatalokról.  Akadémiai Kiadó-Scientia Kiadó, Budapest-Kolozsvár, 2003, 189 o.
- A Sapientia Erdélyi Magyar Tudományegyetem oktatóinak publikációs listája, 2001–2010; szerk. Kása Zoltán, Sorbán Angella, Szász-Köpeczi István; Scientia, Kolozsvár, 2012